# Antonio Barré
Antoine Barré (ou Antonio Barré, ou encore Antonio Barre, né dans le diocèse de Langres (Haute-Marne) au début du XVIe siècle, et décédé après 1564) est un compositeur et éditeur de musique franco-italien.
Les premiers documents sur lui mentionnent son admission à la Cappella Giulia à Rome en mars 1552 comme chanteur. Barré est connu en tant que compositeur de madrigaux et éditeur de musique ayant ouvert sa propre boutique d'impression en 1555. Il a publié, entre autres, les trois livres Delle Muse à 4 voix, le troisième livre de madrigaux à cinq voix d'Orlando di Lasso (1563) et le premier livre de madrigaux d'O. Brassart (1564).